# Locustella alishanensis
Locustella alishanensis é uma espécie de ave da família Locustellidae. Apenas pode ser encontrada em Taiwan e os seus habitats naturais são campos de altitude subtropicais ou tropicais.